# Miodrag Kustudić
Miodrag Kustudić (Lovćenac, Mali Iđoš, Distrito de Bačka del Norte, Voivodina, República Federal Socialista de Yugoslavia, 1 de abril de 1951) es un exfutbolista yugoslavo de origen montenegrino. Jugó como centrocampista ofensivo o delantero, destacando en el HNK Rijeka de la Primera Liga de Yugoslavia y en el Hércules Club de Fútbol y Real Club Deportivo Mallorca de la Primera División de España. 

## Trayectoria
Su carrera futbolística se desempeñó en los siguientes clubes: FK Vojvodina, NK Rijeka, Hércules CF de Alicante, y Real Mallorca. Además tiene en su haber 3 copas ganadas para la Selección de fútbol de Yugoslavia.
Actualmente trabaja como agente futbolístico y está registrado en la FIFA.